# Primera División 1902 (Uruguay)
Het seizoen 1902 van de Primera División was het derde seizoen van de hoogste Uruguayaanse voetbalcompetitie, georganiseerd door The Uruguayan Association Football League. De Primera División was een amateurcompetitie, pas vanaf 1932 werd het een professionele competitie.

## Teams
Er namen zes ploegen deel aan de Primera División tijdens het seizoen 1902. De vijf ploegen die vorig seizoen meededen namen ook dit jaar deel. Triunfo FC debuteerde in de competitie.
| Club                                 | Stad       | Vorig seizoen |
| ------------------------------------ | ---------- | ------------- |
| Albion FC                            | Montevideo | 5e            |
| Central Uruguay Railway Cricket Club | Montevideo | 1e            |
| Deutscher FK                         | Montevideo | 4e            |
| Club Nacional de Football            | Montevideo | 2e            |
| Triunfo FC                           | Montevideo | Nam niet deel |
| Uruguay Athletic Club                | Montevideo | 3e            |

## Competitie-opzet
Alle deelnemende clubs speelden tweemaal tegen elkaar (thuis en uit). De ploeg met de meeste punten werd kampioen.
Club Nacional de Football werd voor het eerst kampioen van Uruguay. Net als C.U.R.C.C. de vorige twee jaar deden ze dat ongeslagen. Nacional won alle wedstrijden en enkel C.U.R.C.C. en Deutscher FK slaagden erin te scoren tegen Nacional. Op 18 mei speelde Nacional hun tweede wedstrijd van het seizoen, waarin ze met 2–1 van C.U.R.C.C. wonnen, dit was uiteindelijk de enige wedstrijd waarin Nacional met minder dan twee doelpunten verschil won. De grootste zege boekte de kampioen op 8 juni tegen Triunfo FC (6–0). Titelverdediger C.U.R.C.C. werd tweede door alle overige wedstrijden te winnen. De derde plaats was voor Deutscher. Nieuwkomer Triunfo eindigde als hekkensluiter; tegen Albion FC werden beide wedstrijden gewonnen, maar de overige duels gingen verloren. Uruguay Athletic Club zette een record neer door voor de competitieduels 74 verschillende spelers te gebruiken.
Een belangrijk aandeel in de landstitel van Nacional was weggelegd voor de gebroeders Céspedes, bestaande uit doelman Amílcar Céspedes (1882–1940) en de aanvallers Bolívar Céspedes (1883–1905) en Carlos Céspedes (1884–1905). Bolívar maakte beide doelpunten voor Nacional tijdens de 2–1 overwinning op C.U.R.C.C. en werd met elf doelpunten topscorer van de competitie. Bolívar en Carlos zouden enkele jaren later komen te overlijden aan de pokken.

### Kwalificatie voor internationale toernooien
Sinds 1900 werd de Copa de Competencia Chevallier Boutell (ook wel bekend als de Tie Cup) gespeeld tussen Uruguayaanse en Argentijnse clubs. De winnaar van de Copa Competencia kwalificeerde zich als Uruguayaanse deelnemer voor dit toernooi. Dit maakt de Copa Competencia de eerste zogeheten Copa de la Liga van de Uruguay. De Copa Competencia maakte geen deel uit van de Primera División.

### Eindstand
|     | Club                      | Sp. | W  | G | V | Pnt. | DV | DT | DS  |
| --- | ------------------------- | --- | -- | - | - | ---- | -- | -- | --- |
| 01. | Club Nacional de Football | 10  | 10 | 0 | 0 | 20   | 40 | 5  | +35 |
| 2.  | C.U.R.C.C.                | 10  | 8  | 0 | 2 | 16   | 34 | 7  | +27 |
| 3.  | Deutscher FK              | 10  | 4  | 1 | 5 | 9    | 18 | 29 | –11 |
| 4.  | Uruguay Athletic Club     | 10  | 3  | 0 | 7 | 6    | 6  | 22 | –16 |
| 5.  | Albion FC                 | 10  | 2  | 1 | 7 | 5    | 9  | 21 | –12 |
| 6.  | Triunfo FC                | 10  | 2  | 0 | 8 | 4    | 8  | 31 | –23 |

### Legenda
| Kleur | Kwalificatie voor                       |
| ----- | --------------------------------------- |
|       | Tie Cup 1902 (winnaar Copa Competencia) |

| Winnaar Primera División 1902      |
| ---------------------------------- |
| Club Nacional de Football 1e titel |

#### Topscorer
Bolívar Céspedes van landskampioen Nacional werd topscorer met elf doelpunten.
| №  | Speler           | Club(s)                   | Goals |
| -- | ---------------- | ------------------------- | ----- |
| 1. | Bolívar Céspedes | Club Nacional de Football | 11    |

1900 · 1901 · 1902 · 1903 · 1904 · 1905 · 1906 · 1907 · 1908 · 1909 · 1910 · 1911 · 1912 · 1913 · 1914 · 1915 · 1916 · 1917 · 1918 · 1919 · 1920 · 1921 · 1922 · 1923 · 1924 · 1925 · 1926 · 1927 · 1928 · 1929 · 1930 · 1931 · 1932 · 1933 · 1934 · 1935 · 1936 · 1937 · 1938 · 1939 · 1940 · 1941 · 1942 · 1943 · 1944 · 1945 · 1946 · 1947 · 1948 · 1949 · 1950 · 1951 · 1952 · 1953 · 1954 · 1955 · 1956 · 1957 · 1958 · 1959 · 1960 · 1961 · 1962 · 1963 · 1964 · 1965 · 1966 · 1967 · 1968 · 1969 · 1970 · 1971 · 1972 · 1973 · 1974 · 1975 · 1976 · 1977 · 1978 · 1979 · 1980 · 1981 · 1982 · 1983 · 1984 · 1985 · 1986 · 1987 · 1988 · 1989 · 1990 · 1991 · 1992 · 1993 · 1994 · 1995 · 1996 · 1997 · 1998 · 1999 · 2000 · 2001 · 2002 · 2003 ·  2004 · 2005 · 2005/06 · 2006/07 · 2007/08 · 2008/09 · 2009/10 · 2010/11 ·  2011/12 · 2012/13 · 2013/14 · 2014/15 · 2015/16 · 2016 · 2017 · 2018 · 2019 · 2020 · 2021 · 2022 · 2023